# 拉夫卡河
52°08′32″N 20°06′45″E / 52.142089°N 20.112397°E

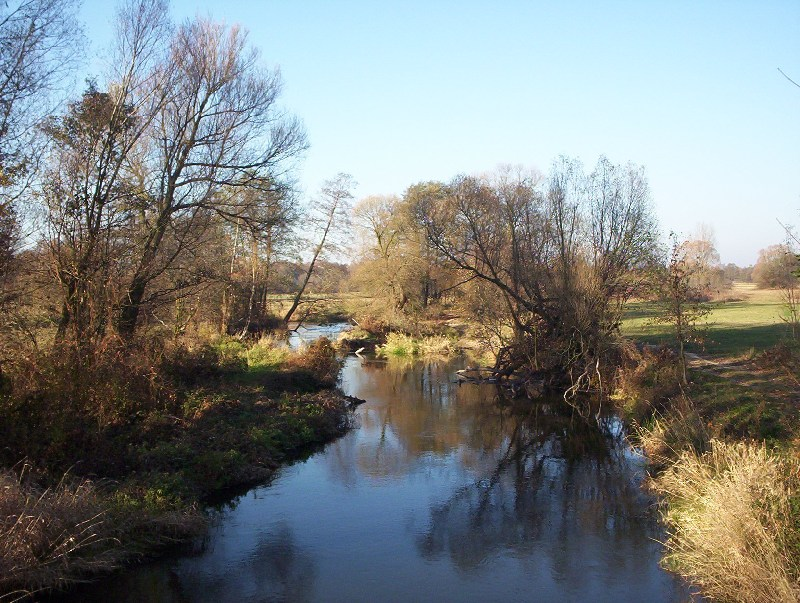

拉夫卡河（波蘭語：Rawka）是波蘭的河流，位於該國中部，流經羅茲省和馬佐夫舍省，屬於布祖拉河的右支流，河道全長97公里，流域面積1,192平方公里，發源自科盧什基以東，河口處在沃維奇和索哈切夫之間。